# 4125 Lew Allen
4125 Lew Allen је астероид чија средња удаљеност од Сунца износи 1,921 астрономских јединица (АЈ).
Апсолутна магнитуда астероида је 13,5.